# Nenad Bilbija
Nenad Bilbija (ur. 6 lutego 1984 w Celje) – słoweński piłkarz ręczny, reprezentant Słowenii  grający na pozycji lewego rozgrywającego.
Obecnie występuje w Bundeslidze, w drużynie TSV GWD Minden.

## Sukcesy

### klubowe
RK Celje:
- zwycięstwo w Lidze Mistrzów 2004
- mistrzostwo Słowenii 2004, 2005
- puchar Słowenii 2004

BM Valladolid:
- puchar Zdobywców Pucharów 2009
- brązowy medal mistrzostw Hiszpanii 2009, 2010